# Universidad Laboral de Éibar

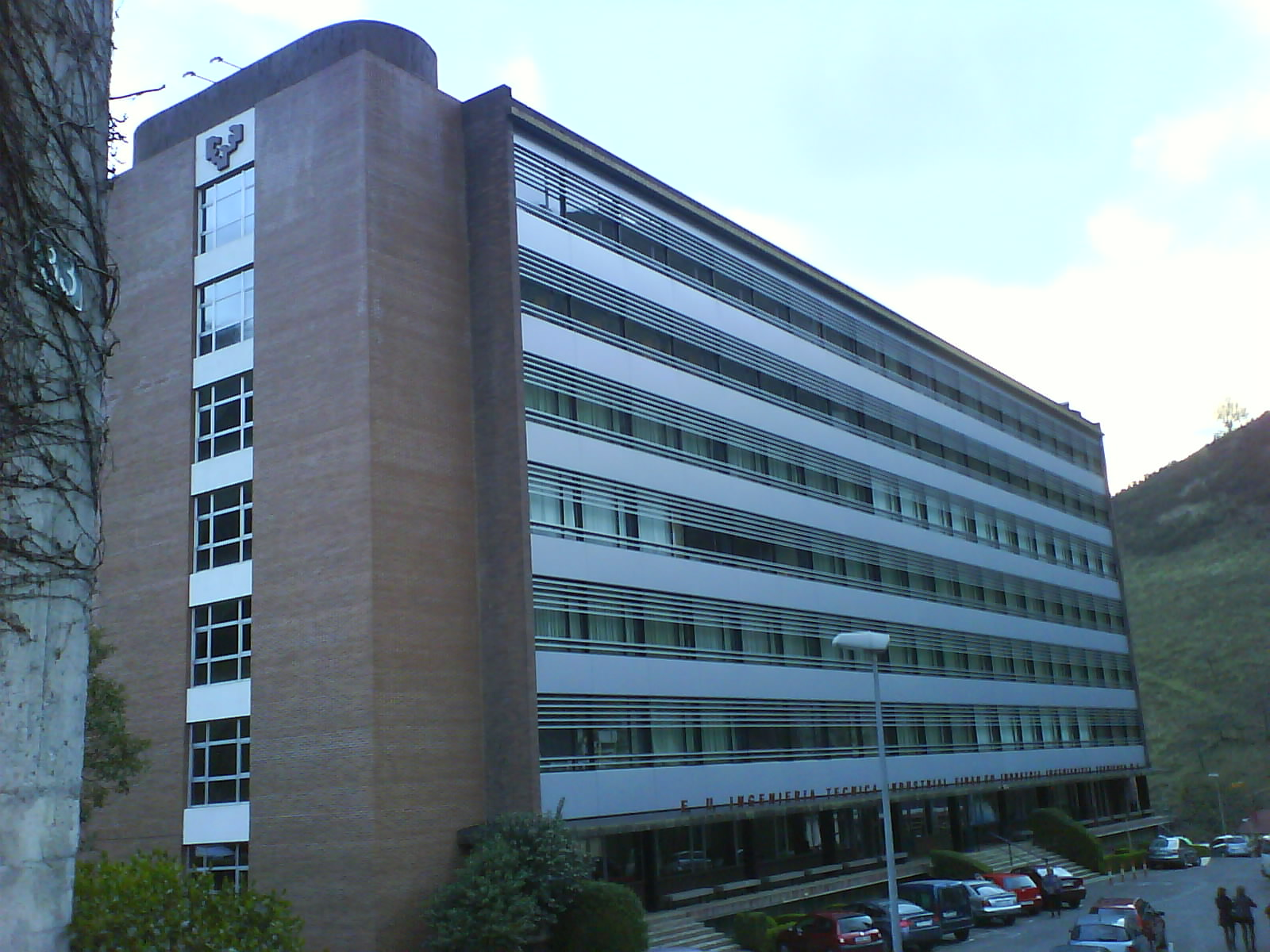
Edificio docente de la Universidad Laboral de Éibar.

La Universidad laboral de Éibar fue un centro educativo ubicado en la ciudad guipuzcoana de Éibar en el País Vasco en  España. Se inauguró 17 de diciembre de 1968  y en ella se impartían estudios de Bachillerato, Bachillerato Técnico Superior (Especialidad de Electrónica), Electrónica e Ingeniería Técnica en las especialidades de Máquinas Eléctricas y Electrónica Industrial y el Curso Preparatorio para los estudios de Ingeniería Técnica. A lo largo de los años, fue incorporando las enseñanzas de Bachillerato y varias especialidades de Formación Profesional. En 1981 pasó a denominarse "Centro de Enseñanzas Integradas" dependiendo del Ministerio de Educación y Ciencia, primero y luego del departamento de educación del Gobierno Vasco. 
En 1994 la parte de estudios universitarios se constituye en Escuela Universitaria de Ingeniería Técnica Industrial de Éibar que sería integrada en la Escuela de Ingeniería de Gipuzkoa dependiente de la Universidad del País Vasco  y la parte de estudios de Formación Profesional y Bachillerato, así como el complejo residencial y de servicios, pasan a denominarse Complejo educativo de Éibar dependiente directamente del departamento de educación del gobierno vasco.
La Universidad Laboral de Éibar fue la número 11 de  las 21 construidas siendo la única que se ubicó en el País Vasco. Tenía una capacidad para 1.100 alumnos de los cuales 900 estaban en régimen de internado y 200 como alumnos externos.

## Historia
El día 12 de octubre de 1968 dio comienzo el curso en el nuevo Centro Técnico Laboral de Eibar que formaba parte del un proyecto de implantación de Universidades Laborales desarrollado por el ministerio de trabajo del gobierno español en pleno periodo del régimen franquista que tenía como objetivo la construcción de una red de centros de educación integral, desde los cursos de educación básica hasta los de ingeniería técnica,  destinados a los hijos de los obreros españoles. Estos centros, que normalmente solían integrar en uno mismo complejo varios niveles educativos, solían tener el grueso de su alumnado en régimen de internado, aunque mantenían algunas plazas para alumnos locales.
La Universidad Laboral de Éibar fue proyectada en 1967 y fue inaugurada el 17 de diciembre de 1968 con la presencia del ministro de Trabajo, Jesús Romeo. Su curso inicial comenzó con 244 alumnos de los cuales solamente  36 eran de la provincia de Guipúzcoa. Fue el centro número 11 del sistema de universidades laborales y el primero ubicado en el País Vasco.
El complejo educativo eibarrés tenía una capacidad de 1 100 alumnos, 900 de ellos en régimen de internado, para ello se contaba con tres colegios, el Gorbea, Jaizkibel y Urkiola, y 200 plazas para alumnos de la zona. En sus inicios se impartían estudios de Bachillerato, Bachillerato Técnico Superior (Especialidad de Electrónica), Electrónica e Ingeniería Técnica en las especialidades de Máquinas Eléctricas y Electrónica Industrial y el Curso Preparatorio para los estudios de Ingeniería Técnica. A lo largo de los años, fue incorporando las enseñanzas de Bachillerato y varias especialidades de Formación Profesional.
En un principio los estudios de ingeniería técnica dependían de la Escuela Universitaria de Ingeniería Técnica de San Sebastián pasando a depender de la Universidad de Valladolid poco después hasta la creación e la universidad del País Vasco y su vinculación con ella. En 1988 la Escuela Universitaria de Ingeniería Técnica Industrial  adquiere entidad propia y comienza a  converger hacia su integración con la UPV que se produciría en 1994.
Hasta el curso 1996-1997 la única titulación impartida por esta escuela de ingeniería técnica era la de IT electrónica. Ese año se implementó la titulación de IT mecánica que era una especialidad muy demandada en un área donde la industria metalúrgica tiene un peso muy importante y fundamental en su economía. En el año 2010 se reorganizan las titulaciones de ingeniería de la UPV y la escuela de Éibar  cesa en los grados de  Ingeniería Mecánica y en Ingeniería Electrónica Industrial y Automática que son sustituidos por el  Grado en Ingeniería de Energías Renovables que se comenzaría a impartir el 6 de septiembre de 2011
En septiembre de 2011, en colaboración con la Academia de Policía del País Vasco, se comienza con el título propio universitario "Graduado en Gestión de Seguridad y Emergencias" de tres años de duración .
El  5 de enero de 2016 el centro se fusiona con la  Escuela Politécnica de San Sebastián para formar la llamada Escuela de Ingeniería de Guipúzcoa.
En la parte de enseñanzas secundarias se impartieron estudios de bachillerato y COU así como de Formación Profesional, donde destacó la especialización en  máquina de coser, auspiciada por la empresa Alfa, una de las empresas más importantes del sector en aquel momento, y la de administración. 
Tras el paso al gobierno vasco se realizó la integración de complejo en la estructura organizativa del departamento de educación vasco, separándose la escuela de ingeniería técnica, que se integró en la UPV de los estudios secundarios, que pasaron a constituir el Centro de enseñanza de Formación Profesional UNI EIBAR-ERMUA y el Centro Residencial  conformando ambas estructuras el Complejo educativo de Éibar. 

## Los edificios
La ubicación del complejo educativo se realizó en  en la ladera del Monte Olarrea en el límite de Eibar con Ermua junto a la carretera general N-634. El proyecto, realizado por el arquitecto Álvaro Líbano Pérez-Ulibarri en 1967, se realizó en dos fases. La primera constaba de tres edificios, uno de ellos de ocho alturas destinado a aulas y laboratorios con una capacidad para un millar de alumnos, otro formado por tres hexágonos tangentes, destinado a comedor y servicios con capacidad de 1100 personas y un tercero destinado a talleres. La segunda fase estaría constituida por una residencia para 320 alumnos, formada por tres edificios, y una amplia zona deportiva.
Se realizó un importante estudio sobre la idea de conjunto con la relación de cada pieza con las demás y el entorno manteniendo una especial atención al espacio común circundante y los recorridos de circulación. Destaca la introducción de nuevas geometrías, como la hexagonal, que ya había sido ensayada en los comedores de Babcock & Wilcox de Retuerto.